# Хомологни органи
Хомологни са тези органи, които изпълняват различни функции, но имат сходен строеж и общ зародишен произход. Такава е например черепната кост „наковалня”. При акулата тя има голям размер и изгражда черепа. При влечугите е с малък размер и свързва челюстите. При бозайниците тя има по-малък размер и участва в строежа на средното ухо.